# اسلک
اسلک (انگلیسی: Slack) شرکت نرم‌افزار آمریکایی است، که در سال ۲۰۰۹ توسط استیوارت باترفیلد و کارل هندرسون تأسیس شد.